# Laetitia Beaumel
Laetitia Beaumel, née en France en 1986, est une poète et éditrice québécoise.

## Biographie
Laetitia Beaumel est née en France en 1986, et s'est installée au Québec en 2007.
Elle a suivi une formation musicale à la maîtrise de l’Opéra National de Lyon, et s'intéresse également à l'herboristerie et à l'agriculture biodynamique. Elle est détentrice d'une maitrise en études littéraires de l'Université Laval et poursuit un doctorat sur mesure en littérature, musique et agriculture à la même institution, où elle « s'intéresse au phénomène agriculturel, qui consiste à rapprocher le milieu culturel et celui de l'agriculture »,.
En 2016, elle remporte le prix Nouvelles Voix pour la suite poétique Notre sang volatile[réf. nécessaire]. Elle publie son premier recueil de poésie en 2017, Il n'existe jamais que la moitié du ciel, aux Éditions d'art Le Sabord, qui lui vaut le Prix Piché de poésie de l'Université du Québec à Trois-Rivières.
Son second recueil, Notre sang volatil, parait chez le même éditeur en 2018. La même année, elle remporte le Prix de poésie Rolande-Gauvin pour le recueil poétique inédit Des chaleurs. Suites poétiques des quatre coins du monde. Elle aussi publié son premier recueil de photo-poésie Cosmogonie des corps : nos bouches  des fenêtres en 2021. Son quatrième recueil, Chambres claires, est publié chez Hamac la même année. Son écriture aborde les thèmes du corps, de la maternité, de l'enfance, de la perte, de l’abandon et de la folie,.
Enseignant la création littéraire depuis 2015, à l’Université Laval, elle remporte en 2019 le Prix d’innovation en enseignement de la poésie, remis par l’Association québécoise des professeurs de français et le Festival international de la poésie de Trois-Rivières,. La même année, elle est retenue dans la sélection finale pour le Prix de poésie Radio-Canada.
Beaumel a fondé les Journées Agriculturelles, ainsi que de NOUAISONS, des résidences de création en milieu rural ouvertes. En 2020, elle fonde Les Éditions de l'Écume, un projet de maison d'édition « alternative » et écoresponsable basé à Québec, où elle est également éditrice,.

## Œuvres

### Poésie
- Il n'existe jamais que la moitié du ciel, Trois-Rivières, les Éditions d'art Le Sabord, 2017, 67 p.  (ISBN 9782924085349)
- Notre sang volatil, Trois-Rivières, les Éditions d'art Le Sabord, 2018, 60 p.  (ISBN 9782924085431)
- Chambres claires, Montréal, Hamac, 2021, 69 p.  (ISBN 9782925087151)

## Prix et honneurs
* 2016 - Prix Nouvelles Voix pour la suite poétique Notre sang volatile[réf. nécessaire]
- 2017 - Prix Piché de poésie de l'Université du Québec à Trois-Rivière pour Il n'existe jamais que la moitié du ciel[3]
- 2018 - Prix de poésie Rolande-Gauvin pour le recueil poétique inédit Des chaleurs. Suites poétiques des quatre coins du monde[5]
- 2019 - Sélection finale pour le Prix de poésie Radio-Canada[1]
- 2019 - Prix d’innovation en enseignement de la poésie[7]